# Heinrich Eddelien
Matthias Heinrich Elias Eddelien (* 22. Januar 1802 in Greifswald; † 24. Dezember 1852 in Bad Stuer) war ein deutsch-dänischer Maler des Goldenen Zeitalters Dänemarks, der vornehmlich als Historienmaler tätig war.

## Leben
Heinrich Eddelien wurde 1802 als Sohn des Zimmermanns David Niclas Eddelien und dessen Frau Johanna Dorothea Jäde in Greifswald geboren. Er kam als 16-jähriger nach Kopenhagen, wo er 1821 in die Königlich Dänischen Kunstakademie eintrat und bei Christoffer Wilhelm Eckersberg studierte. 1837 gewann er die große Goldmedaille der Akademie, das mit einem Reisestipendium verbunden war, und 1839 bis 1843 begab er sich auf eine Studienreise durch Deutschland nach Italien (Rom und Ischia).
Vor seiner Reise bekam er 1838 die dänische Staatsbürgerschaft, und 1839 heiratete er Olivia Francisca Horth (1811–1892).
Nach seiner Rückkehr bekam er 1847 seinen größten Auftrag, die Ausschmückung der Grabeskapelle König Christian IV. im Dom zu Roskilde, die er aber nicht fertigstellen konnte, da er aufgrund eines Schlaganfalls eine rechtsseitige Lähmung bekam. Einige Jahre später starb er während eines  Kuraufenthalts in Bad Stuer.

## Werke
Heinrich Eddelien widmete sich vor allem der Historienmalerei mit Motiven aus der antiken Mythologie und der Bibel. U. a. malte er auch mehrere Altartafeln, wie z. B. Die Auferstehung in der Nikolaikirche in Svendborg. Abgesehen von Gemälden arbeitete er auch an Wandmalereien, wie z. B. für König Christian VIII., dessen Schlafgemach im Schloss Amalienborg er 1835/36 verzierte. Im Schloss Christiansborg führte er mehrere Wand- und Deckenmalereien aus, die aber bei einem Brand 1884 vernichtet wurden. Nicht zuletzt sind noch seine Deckenmalereien in der Grabeskapelle König Christian IV. im Dom zu Roskilde zu erwähnen.
Seine Gemälde sind heute u.a in der Dänischen Nationalgalerie und im Stadtmuseum Kopenhagen zu finden:

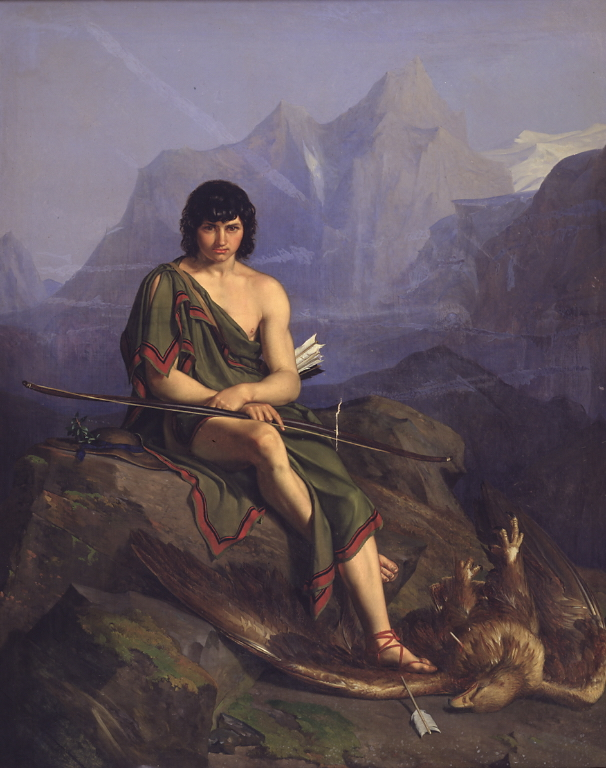
Ein Bogenschütze ruht sich aus, nachdem er einen Adler erlegt hat (Statens Museum for Kunst)
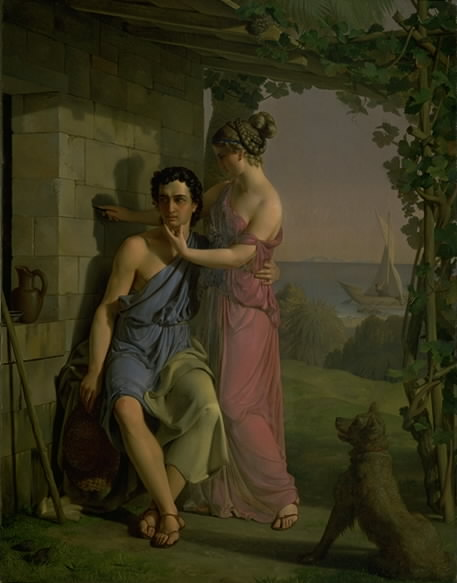
Die Entstehung der Malerei, 1831 (Statens Museum for Kunst)
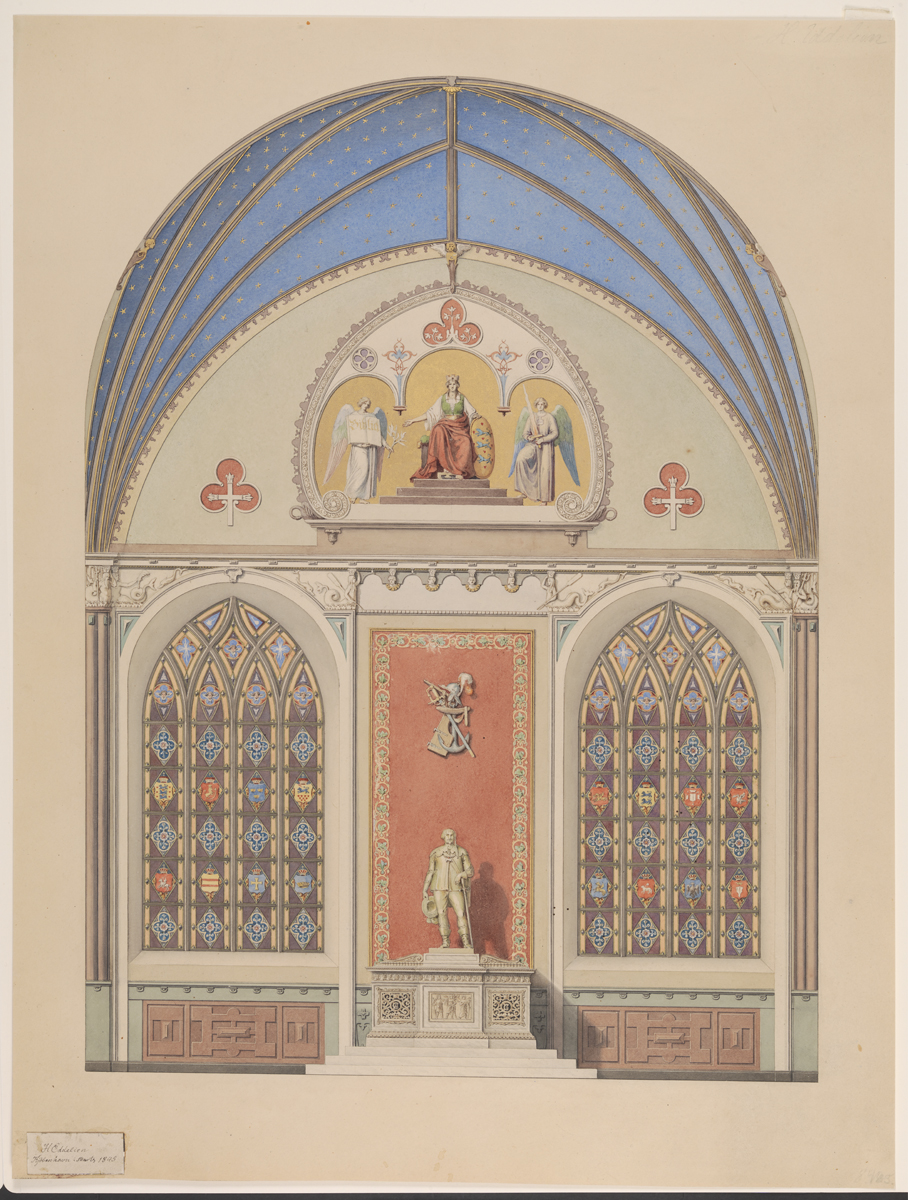
Entwurf für die Deckenmalerei in der Grabeskapelle König Christian IV. im Dom zu Roskilde, 1845 (Statens Museum for Kunst)